# Columbia (Missouri)
Columbia – miasto w Stanach Zjednoczonych, w stanie Missouri, siedziba hrabstwa Boone. W 2019 roku liczy 123,2 tys. mieszkańców i jest czwartym co do wielkości miastem w stanie. Siedziba Uniwersytetu Missouri.
Columbia jest postrzegana jako liberalne i postępowe miasto uniwersyteckie w konserwatywnym stanie. We wszystkich wyborach gubernatorskich od połowy lat 90. hrabstwo Boone popierało Demokratów.

## Klimat
Miasto leży w strefie klimatu subtropikalnego, umiarkowanego, łagodnego bez pory suchej i z gorącym latem, należącego według klasyfikacji Köppena do strefy Cfa. Średnia temperatura roczna wynosi 12,6 °C, a opady 1082 mm (w tym 45,7 cm śniegu). Średnia temperatura najcieplejszego miesiąca – lipca wynosi 25,2 °C, natomiast najzimniejszego stycznia –1,3 °C. Najwyższa zanotowana temperatura wyniosła 43,9 °C, natomiast najniższa –28,9 °C. Miesiącem o najwyższych opadach jest maj o średnich opadach wynoszących 127 mm, natomiast najniższe opady są w styczniu i wynoszą średnio 48,3.

## Demografia

### Ludność
Według danych z 2019 roku 77,9% mieszkańców identyfikowało się jako biali (74,3% nie licząc Latynosów), 10,6% jako czarni lub Afroamerykanie, 6,4% miało pochodzenie azjatyckie, 4,1% było rasy mieszanej, 0,33% to rdzenni Amerykanie i 0,06% to byli Hawajczycy i mieszkańcy innych wysp Pacyfiku. Latynosi stanowili 4,5% ludności miasta.
Do największych grup należą osoby pochodzenia niemieckiego (26%), irlandzkiego (12,3%), angielskiego (9,8%), afroamerykańskiego, „amerykańskiego” (6,3%), szkockiego lub szkocko–irlandzkiego (4,7%), włoskiego (4%) i chińskiego (3,1%).

### Religia
W 2010 roku największymi grupami religijnymi w aglomeracji Columbii były:
- Południowa Konwencja Baptystów – 13 307 członków w 29 zborach
- Kościół katolicki – 10 684 członków w 4 kościołach
- Kościoły Chrystusowe – 8930 członków w 28 zborach
- lokalne bezdenominacyjne zbory ewangelikalne – 8463 członków w 15 zborach
- Zjednoczony Kościół Metodystyczny – 5723 członków w 16 kościołach

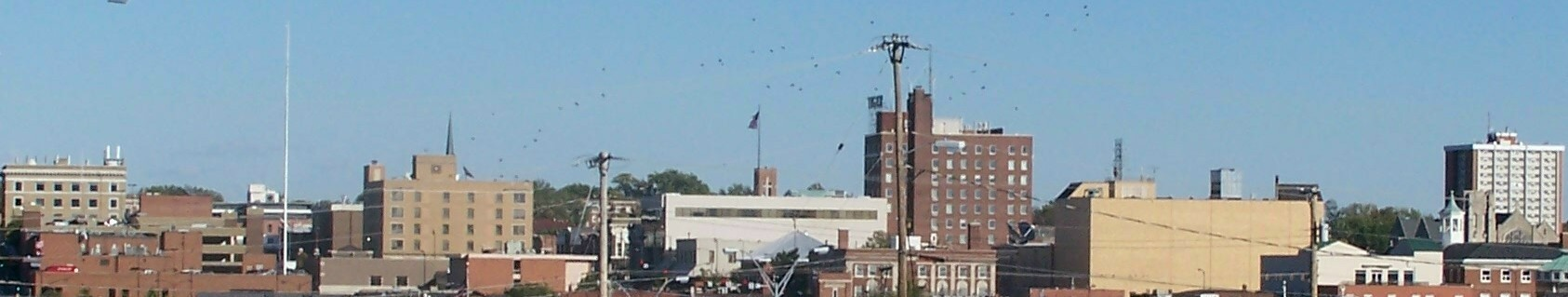

## Urodzeni w Columbia
- Norbert Wiener (1894–1964) – matematyk i filozof[6]
- Carl Edwards (ur. 1979) – zawodowy kierowca wyścigowy samochodów
- Stanley Kroenke (ur. 1947) – przedsiębiorca, miliarder

## Miasta partnerskie
- Kutaisi, Gruzja
- Matto, Japonia
- Sybin, Rumunia
- Suncheon
- Laoshan, Chińska Republika Ludowa